# Edino Krieger
Edino Krieger (født 17. marts 1928 i Santa Catarina, Brasilien, død 6. december 2022) var en brasiliansk komponist, dirigent og violinist.
Krieger studerede komposition og violin på Musikkonservatoriet i Rio de Janeiro. Han studerede senere også hos Aaron Copland, Darius Milhaud og Ernst Krenek.
Han har skrevet en symfoni, orkesterværker, kammermusik, en klaverkoncert, strygerkvartetter, sange, filmmusik, balletmusik etc.

## Udvalgte værker
- Symfoni "Ludus" (1965)  - for orkester
- "Amazonas" (1974) - for orkester
- "Brasiliansk suite" (1955) - for orkester
- "Canticum Naturale" (1972) - for sopran og orkester